# Karianga
Karianga is een plaats en commune in Madagaskar, behorend tot het district Vondrozo. Tijdens de laatste volkstelling (2001) telde de plaats 21.098 inwoners. 
De plaats biedt zowel lager als middelbaar onderwijs. 99.5% van de inwoners werkt in de landbouw, de belangrijkste landbouwproducten zijn rijst en koffie; andere belangrijke producten zijn suikerriet en cassave. In de dienstensector werkt 0,5% van de inwoners. 